# Gabriel Bonvalot
Pierre Gabriel Édouard Bonvalot (ur. 13 lipca 1853 w Épagne, w departamencie Aube, zm. 9 grudnia 1933 w Paryżu) – francuski orientalista, podróżnik, badacz, pisarz i działacz polityczny. W trakcie ostatnich dwóch dekad XIX w. poprowadził trzy wyprawy eksploratorskie przez Azję Środkową do Indii i Wietnamu; odwiedzał też Afrykę Północną. Obok obszernych książkowych relacji z podróży publikował artykuły propagujące francuską ekspansję kolonialną. Uczestniczył krótko w misji politycznej podczas sporu francusko-angielskiego w Sudanie. Przez jedną kadencję, 1902–1906, był deputowanym departamentu Sekwany. W latach 1919–1920 był burmistrzem Brienne-le-Château. Odznaczony dwukrotnie Legią Honorową i Złotymi Medalami Towarzystwa Geograficznego w Paryżu.

## Podróże azjatyckie

### Wyprawa 1880–1882
W pierwszej wyprawie eksploracyjnej do Azji Środkowej, odbytej w latach 1880–1882, towarzyszył mu Guillaume Capus, doktor przyrodoznawstwa (botaniki i meteorologii) i etnologii. Środki finansowe otrzymano z francuskiego ministerstwa edukacji publicznej. Trasa ich podróży wiodła od Semipałatyńska w północno-wschodnim Kazachstanie na południowy wschód do Taszkentu w Uzbekistanie, skąd prowadzili eksplorację górnego biegu rzeki Syr-Darii. Następnie udali się do Samarkandy i dalej w górę rzeki Amu Darii w kierunku granicy z Afganistanem. Droga powrotna wiodła ich z Samarkandy do Buchary i Chiwy. Książka opisująca tę ekspedycję ukazała się pod tytułem De Moscou en Bactriane w Paryżu w 1884 r.

### Wyprawa 1885–1886
Także druga wyprawa Bonvalota i Capus do Centralnej Azji finansowana była przez agencję rządową. Towarzyszył im malarz Albert Pépin, którego ilustracje ozdobiły pisemną relację Bonvalota z tej podróży Par Caucase et Pamir aux Indes. Wiosną 1885 r. przeprawili się z czarnomorskiego portu Batumi, przez Tyflis nad Morze Kaspijskie do Lenkoranu, skąd udali się do Teheranu i przez Merw do Samarkandy. Usiłowali iść stamtąd wprost na południe, ale po przeprawie przez Amu Darię zostali zatrzymani na kilka tygodni przez Afgańczyków i nie uzyskawszy ich zgody na dalszy marsz musieli wrócić do Samarkandy. Podczas grudniowego tam pobytu porad co do alternatywnych tras na południe udzielił im m.in. przebywający właśnie w Samarkandzie kpt. Bronisław Grąbczewski. W trakcie ciężkiej i niebezpiecznej zimowej przeprawy od Fergany ku granicy indyjskiej pokonali Góry Ałtajskie i Pamir, ale zalegający przełęcze i doliny śnieg nie pozwolił im na dotarcie z doliny Wachanu, jak planowali, do księstwa Hunzy (zwanego przez nich na modłę chińską Kandżutem). Musieli zawrócić, by w maju po przekroczeniu Hindukuszu dotrzeć wyczerpani i niemal bez środków do życia do Chitralu. Ponownie zatrzymani przez Afgańczyków na siedem tygodni wydostali się stamtąd dopiero dzięki bezpośredniej pomocy rezydującego w Czitralu agenta rządu Indii Brytyjskich. Ze Srinagaru w Kotlinie Kaszmirskiej udali się przez Rawalpindi do Shimli, letniej stolicy kolonialnych Indii, gdzie mogli osobiście podziękować wicekrólowi Indii lordowi Dufferinowi za wstawiennictwo. Z powrotem we Francji znaleźli się pod koniec września 1886 r. Za książkę opisującą tę wyprawę Bonvalot otrzymał w 1898 r. nagrodę Prix Marcelin Guérin przyznawaną przez Akademię Francuską.

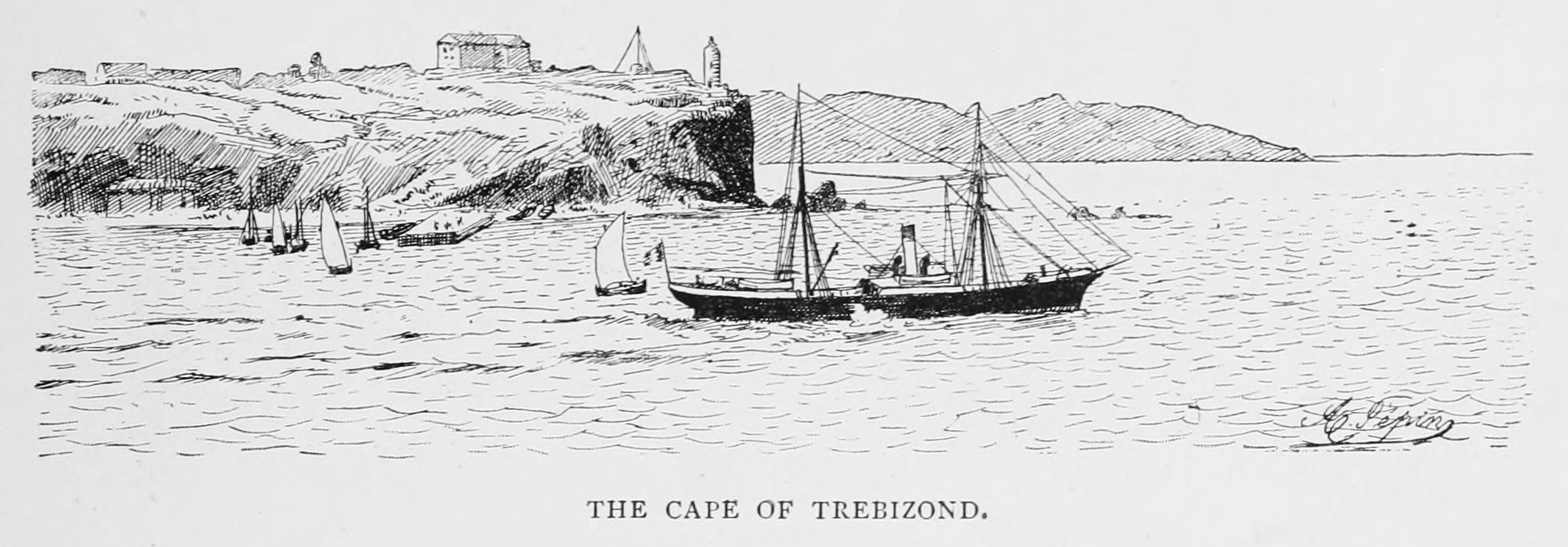
Albert Pepin, Przylądek Trabzon – ilustracja w książce Bonvalota Par Caucase et Pamir aux Indes (1889)

### Wyprawa 1889–1890

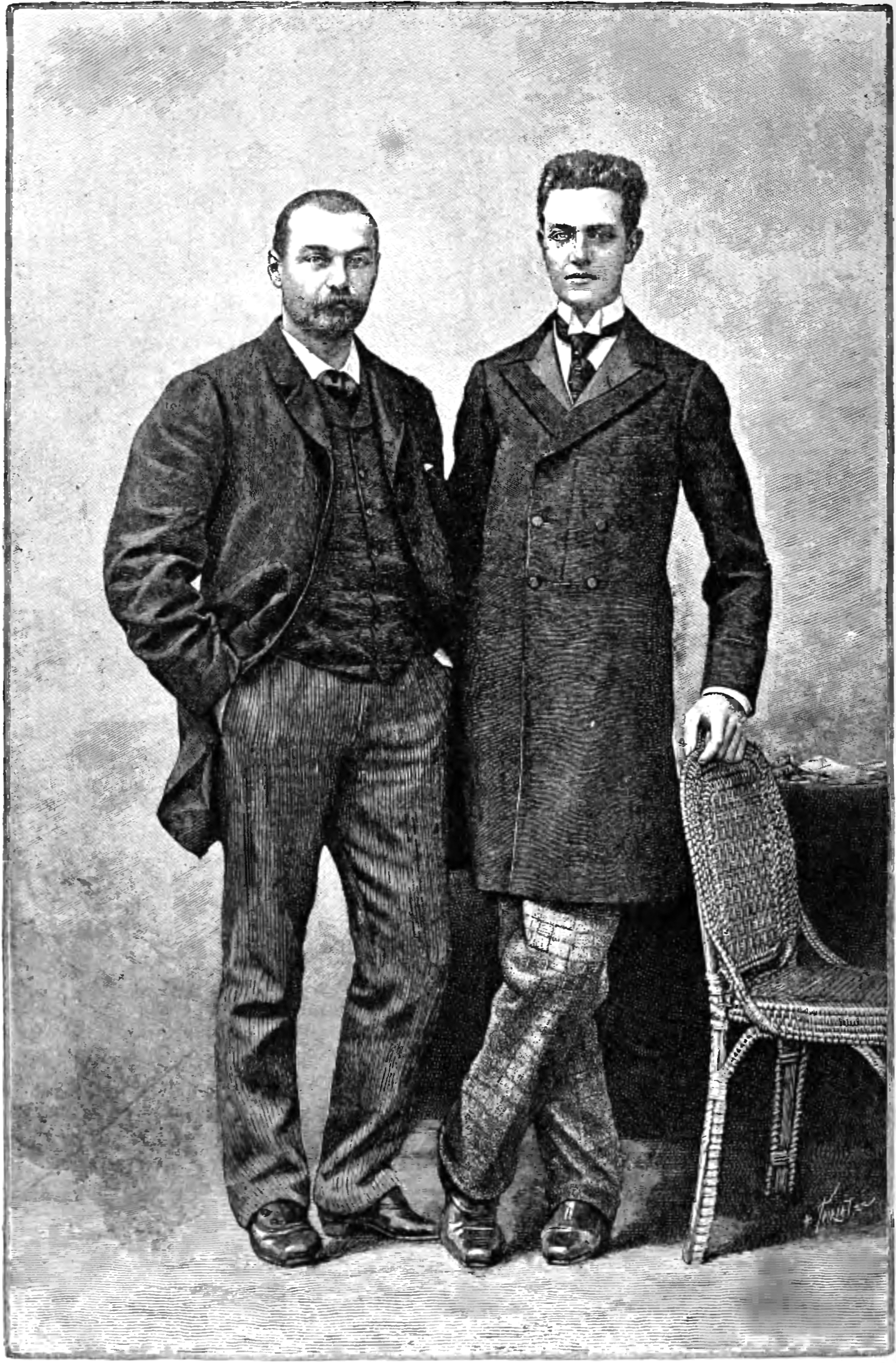
Gabriel Bonvalot i Henryk Orleański, ilustracja z książki Bonvalota De Paris Au Tonkin A Travers Le Tibet Inconnu (1892)

Po raz trzeci Bonvalot wybrał się do Azji w połowie 1889 r., tym razem z księciem Henrykiem Orleańskim (Henri d’Orléans), którego ojciec Robert Orleański finansował całą wyprawę. Według zamierzeń Bonvalata mieli przejechać całą Azję Środkową aż po Wietnam, będący od dwóch dekad pod francuskim protektoratem. Z Moskwy przez Ural dotarto do Semipałatyńska i dalej karawaną na południe do Żarkentu, gdzie dołączył do nich belgijski misjonarz ojciec Dedeken, znający język chiński. Przekroczywszy Tienszan i pustynię Takla Makan znaleźli się na południu chińskiej prowincji Sinciang, z której wkroczyli do Tybetu. Przybywając do Changthang byli pierwszymi Europejczykami, którzy znaleźli się w tym rejonie Płaskowyżu Tybetańskiego. Dotarli na odległość 60 km od Lhasy, miasta niedostępnego nie-buddystom. Dalej szli na wschód, przez chińskie prowincje Syczuan i Junnan aż do Rzeki Czerwonej, wzdłuż której biegu dotarli pod koniec września 1890 r. do Hanoi. Tym samym wypełnił się plan Bonvalota dotarcia do Tonkinu – regionu w północnym Wietnamie. Z portu w Hajfongu udali się drogą morską z powrotem do Marsylii. Literackim rezultatem tej ekspedycji była wydana w 1892 r. relacja pt. De Paris Au Tonkin A Travers Le Tibet Inconnu wyróżniona Prix Montyon przez Akademię Francuską.

## Podróże do Afryki i działalność polityczna
W roku 1893 odbył krótszą podróż do Algierii (od ponad pół wieku kolonii francuskiej), gdzie zbliżył się do ruchu nacjonalistycznego. Powróciwszy do kraju założył Comité Dupleix, później przemianowany na Comité Dupleix-Bonvalot, którym kierował do 1930 r., a który zajmował się „rozpowszechnianiem wiadomości o koloniach oraz opracowywaniem planów ich rozwoju”.

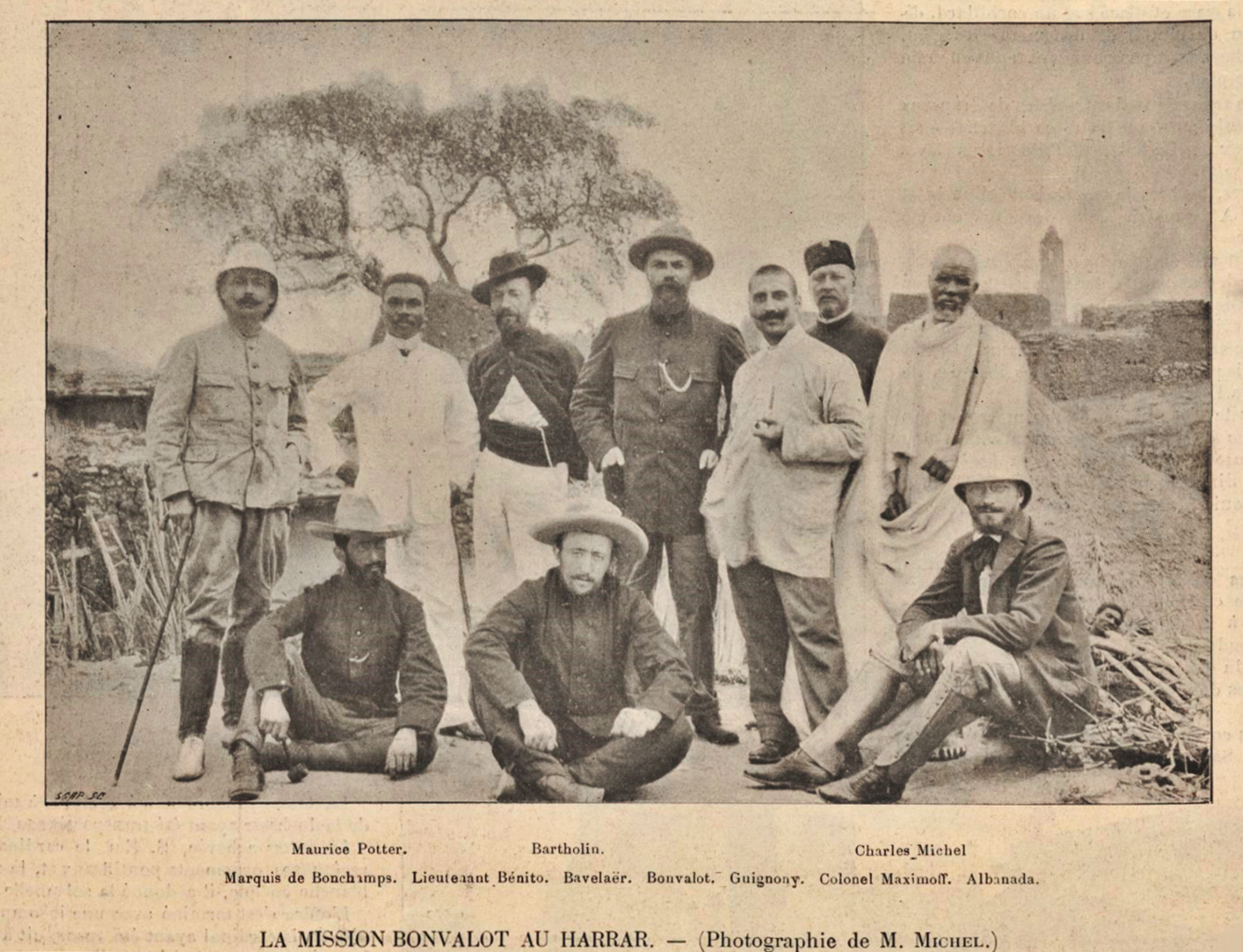
1897 r. – grupa Francuzów (4. z prawej Bonvalot) w miejscowości Harer we wsch. Etiopii, z których kilku brało udział w misji zleconej przez rząd franc.

Udając się w 1897 r. do Abisynii miał za zadanie nie tylko „przygotować grunt dla badaczy francuskich”, ale i podjąć się nieoficjalnej misji politycznej. Dotyczyła ona rozwijającego się w Sudanie sporu współzawodniczących na tamtym terenie mocarstw kolonialnych, Wlk. Brytanii i Francji, o Faszodę, miejscowość na krótko zajętą przez Francuzów. Po tym jak zatarg o Faszodę został rozstrzygnięty na korzyść strony brytyjskiej, Bonvalot „zwrócił się ku działalności politycznej we Francji”.
W 1898 r. założył związane z Comité Dupleix pismo La France de demain i pozostał jego redaktorem naczelnym do 1904 r.
Przez jedną kadencję, w latach 1902–1906, był deputowanym departamentu Sekwany do Zgromadzenia Narodowego jako członek ugrupowania o nastawieniu prawicowym – Groupe Républicain Nationaliste.
W latach 1912–1920 był burmistrzem Brienne-le-Château, miejscowości w jego rodzinnym departamencie Aube, która uczciła jego pamięć pomnikiem i nazwaniem jednego z rynków (obecnie parking) Place Bonvalot.

## Życie prywatne
Rodzicami Gabriela Bonvalota byli Pierre Bonvalot i Félicie z domu Desjardins. W lipcu 1895 poślubił Jeanne Lucie Elisabeth Alix Ollier, córkę znanego i zasłużonego chirurga Louis Léopolda Olliera. Pochowany jest w grobowcu rodzinnym Ollierów na cmentarzu miejskim (Cimetière de Loyasse) w Lyonie.

## Odznaczenia
- 1888 – Médaille d’or pour voyages d’étude, missions et travaux de reconnaissance[22] przyznany przez Société de Géographie
- 1888 – Grande médaille d’or des explorations et voyages de découverte[22] przyznany przez Société de Géographie
- 1891 – Kawaler Orderu Narodowego Legii Honorowej
- 1897 – Oficer Orderu Narodowego Legii Honorowej[23]

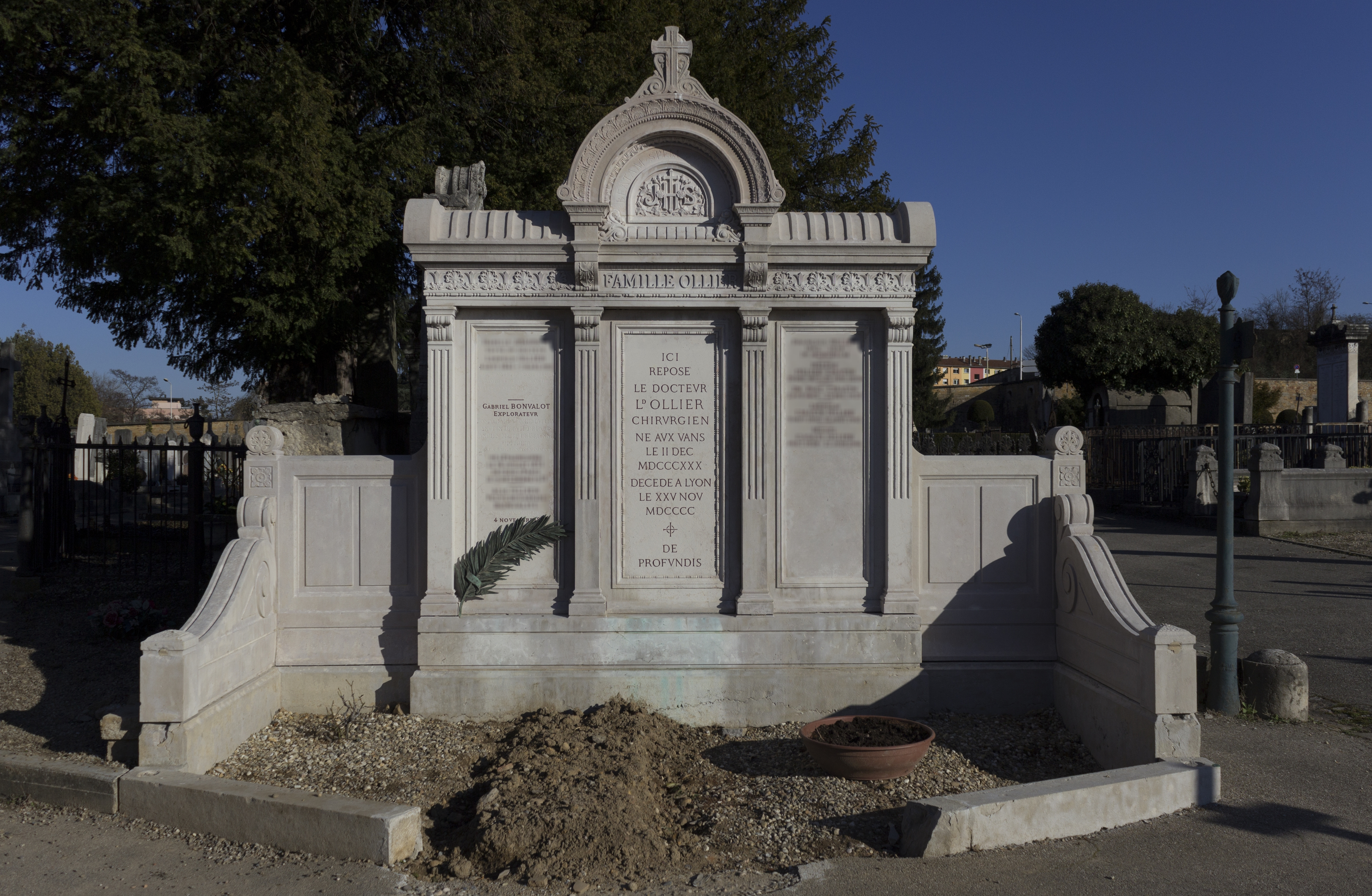
Grobowiec na cmentarzu miejskim w Lyonie, w którym spoczywają m.in. Gabriel Bonvalot i jego teść Louis Léopold Ollier

## Opublikowane utwory
En Asie Centrale. De Moscou en Bactriane (1884)
En Asie Centrale. Du Kohistan à la Caspienne (1885)
Par Caucase et Pamir aux Indes (1889)
przetłumaczona na polski i wydana pt. Przez Kaukaz i Pamir do Indii (1986)
De Paris au Tonkin à travers le Tibet inconnu (1892)
L’Asie inconnue, à travers le Tibet (1896)
Sommes-nous en décadence? (1899)
Propos d’un Français (1911)
Une lourde tâche (1913)
Conseils d’un vieil explorateur a de jeunes soldats (1915)
Voyages. Les Chercheurs de routes. Marco-Polo (1924)